# S/2015 (136472) 1
S/2015 (136472) 1, med smeknamnet MK 2, är den enda kända månen av dvärgplaneten Makemake. Den beräknas att vara 160 km i diameter och ligger några 21.000 km från Makemake. Iakttagelserna som ledde till upptäckten av månen inträffade i april 2015 med hjälp av rymdteleskopet Hubble och upptäckten meddelades den 26 april 2016.
En preliminär undersökning av bilderna antyder att S / 2015 har en reflektivitet som liknar kol, vilket gör det extremt mörkt föremål, mer än 1300 gånger svagare än Makemake. Detta är något förvånande eftersom Makemake är den näst ljusstarkaste kända objekt i Kuiperbältet. En teori för att förklara detta är att satellitens gravitation inte är tillräckligt stark för att hålla fast en ljus , isiga skorpa , som sublimerar , byte från fast till gas under solljus . Detta skulle göra månen mer liknar kometer och andra objekt i Kuiperbältet, av vilka många är täckta med mycket mörkt material.
Alex Parker, ledare för den grupp som utförde analysen av Hubbles bilder på Southwest Research Institute, sade att månens bana verkar vara i kant till Jordbaserade observatorier. Det betyder att ofta när man tittar på det system kommer du att missa månen eftersom den försvinner i den ljusa bländning av Makemake. Detta skulle göra den mycket svårare att upptäcka och tillsammans med sin mörka yta, skulle bidra till att tidigare undersökningar missat upptäckten.